# AZS Olsztyn w sezonie 2000/2001

## Drużyna

### Sztab
| Pierwszy trener | Stanisław Iwaniak (do 5 listopada 2000) |
| Pierwszy trener | Maciej Tyborowski (od 5 listopada 2000) |
| Drugi trener    | Andrzej Grygołowicz                     |

### Zawodnicy
| Nr. | Imię i nazwisko      | Data urodzenia         | Wzrost | Pozycja      |
| --- | -------------------- | ---------------------- | ------ | ------------ |
| 1   | Tomasz Kowalczyk     | 15 marca 1976(dts)     | 198 cm | środkowy     |
| 2   | Wojciech Grzyb       | 4 stycznia 1981(dts)   | 205 cm | środkowy     |
| 3   | Leszek Urbanowicz    | 1 czerwca 1964(dts)    | 205 cm | przyjmujący  |
| 4   | Wojciech Szczurowski | 14 kwietnia 1976(dts)  | 194 cm | przyjmujący  |
| 5   | Maciej Dobrowolski   | 19 marca 1977(dts)     | 190 cm | rozgrywający |
| 6   | Arkadiusz Wiśniewski | 26 marca 1964(dts)     | 198 cm | środkowy     |
| 7   | Piotr Poskrobko      | 7 lipca 1973(dts)      | 194 cm | przyjmujący  |
| 8   | Krzysztof Śmigiel    | 6 maja 1974(dts)       | 198 cm | atakujący    |
| 10  | Szymon Fiedorow      | 1 lipca 1973(dts)      | 181 cm | libero       |
| 11  | Łukasz Kadziewicz    | 20 września 1980(dts)  | 206 cm | środkowy     |
| 12  | Paweł Szabelski      | 22 grudnia 1981(dts)   | 195 cm | środkowy     |
| 13  | Artur Pieśniak       | 13 listopada 1975(dts) | 193 cm | rozgrywający |
| 14  | Paweł Siezieniewski  | 27 grudnia 1981(dts)   | 198 cm | przyjmujący  |

## Mecze w Polskiej Lidze Siatkówki

### Faza zasadnicza
| 30.09.2000 | Indykpol AZS Olsztyn | 1:3 (25:18, 19:25, 17:25, 19:25) | Galaxia Jurajska AZS Bank Częstochowa |

| 07.10.2000 | Indykpol AZS Olsztyn | 3:2 (25:23, 19:25, 25:21, 20:25, 15:11) | Kazimierz Płomień Sosnowiec |

| 14.10.2000 | Jastrzębie Borynia | 3:0 (25:22, 26:24, 25:22) | Indykpol AZS Olsztyn |

| 21.10.2000 | Indykpol AZS Olsztyn | 1:3 (19:25, 25:23, 21:25, 23:25) | Morze Szczecin |

| 28.10.2000 | Warka Strong Club Czarni Radom | 3:1 (18:25, 25:19, 29:27, 25:19) | Indykpol AZS Olsztyn |

| 04.11.2000 | TS Stolarka Wołomin | 3:2 (25:13, 19:25, 23:25, 25:23, 15:7) | Indykpol AZS Olsztyn |

| 12.11.2000 | Indykpol AZS Olsztyn | 2:3 (25:17, 25:16, 19:25, 16:25, 13:15) | KS Nysa |

| 18.11.2000 | Mostostal-Azoty SSA Kędzierzyn-Koźle | 3:1 (25:21, 25:21, 20:25, 25:23) | Indykpol AZS Olsztyn |

| 24.11.2000 | Indykpol AZS Olsztyn | 3:0 (25:21, 25:22, 25:15) | Stilon Gorzów |

| 01.12.2000 | Galaxia Jurajska AZS Bank Częstochowa | 3:2 (23:25, 25:16, 21:25, 25:19, 15:11) | Indykpol AZS Olsztyn |

| 08.12.2000 | Kazimierz Płomień Sosnowiec | 2:3 (25:16, 21:25, 19:25, 25:21, 11:15) | Indykpol AZS Olsztyn |

| 06.01.2001 | Indykpol AZS Olsztyn | 1:3 (20:25, 24:26, 27:25, 19:25) | Jastrzębie Borynia |

| 14.01.2001 | Morze Szczecin | 1:3 (18:25, 21:25, 25:19, 27:29) | Indykpol AZS Olsztyn |

| 20.01.2001 | Indykpol AZS Olsztyn | 3:1 (25:23, 25:23, 15:25, 25:23) | Warka Strong Club Czarni Radom |

| 27.01.2001 | Indykpol AZS Olsztyn | 3:0 (26:24, 25:22, 25:14) | TS Stolarka Wołomin |

| 31.01.2001 | KS Nysa | 3:2 (20:25, 25:21, 25:23, 25:27, 15:10) | Indykpol AZS Olsztyn |

| 03.02.2001 | Indykpol AZS Olsztyn | 1:3 (25:22, 22:25, 17:25, 21:25) | Mostostal-Azoty SSA Kędzierzyn-Koźle |

| 10.02.2001 | Stilon Gorzów | 0:3 (24:26, 24:26, 22:25) | Indykpol AZS Olsztyn |

### Faza playoff – ćwierćfinał (do 3 zwycięstw)
| 17.02.2001 | Galaxia Jurajska AZS Bank Częstochowa | 3:0 (28:26, 25:22, 25:17) | Indykpol AZS Olsztyn |

| 17.02.2001 | Galaxia Jurajska AZS Bank Częstochowa | 3:1 (31:33, 25:20, 25:18, 25:23) | Indykpol AZS Olsztyn |

| 24.02.2001 | Indykpol AZS Olsztyn | 2:3 (23:25, 25:14, 26:24, 16:25, 10:15) | Galaxia Jurajska AZS Bank Częstochowa |

### Faza playoff – mecze o miejsca 5-8 (do 3 zwycięstw)
| 10.03.2001 | Morze Szczecin | 2:3 (25:20, 25:23, 19:25, 20:25, 11:15) | Indykpol AZS Olsztyn |

| 11.03.2001 | Morze Szczecin | 1:3 (23:25, 16:25, 25:19, 23:25) | Indykpol AZS Olsztyn |

| 17.03.2001 | Indykpol AZS Olsztyn | 3:0 (22:25, 25:20, 25:21, 25:19) | Morze Szczecin |

### Faza playoff – mecze o 5. miejsce (do 3 zwycięstw)
| 31.03.2001 | Indykpol AZS Olsztyn | 3:2 (25:21, 21:25, 16:25, 27:25, 19:17) | TS Stolarka Wołomin |

| 01.04.2001 | Indykpol AZS Olsztyn | 2:3 (25:20, 26:28, 25:16, 14:25, 15:17) | TS Stolarka Wołomin |

| 07.04.2001 | TS Stolarka Wołomin | 3:0 (25:23, 25:22, 25:18) | Indykpol AZS Olsztyn |

| 08.04.2001 | TS Stolarka Wołomin | 0:3 (22:25, 20:25, 22:25) | Indykpol AZS Olsztyn |

| 11.04.2001 | Indykpol AZS Olsztyn | 3:0 (25:20, 25:23, 26:24) | TS Stolarka Wołomin |